# Shayne Lamas
Shayne Dahl Lamas (Malibu, Califórnia, 6 de novembro de 1985) é uma atriz, cantora, modelo, produtora e tradutora dos Estados Unidos.

## Filmografia
- Leave it to Lamas (2009)
- The 13th Alley (2009)
- In The Pines (2009)
- Twentyfourseven (2006)
- General Hospital (2005)
- Air America (1999)